# Matchbox
Matchbox — британський гурт рок-н-ролу, утворений 1971 року в Лондоні двома колишніми учасниками гурту Contraband — Фредом Поуком (Fred Poke) — бас та Джиммі Редхедом (Jimmy Redhead) — ударні. Також до них приєднався шкільний приятель Поука — Стів Блумфілд (Steve Bloomfield) — гітара, який працював сесійним музикантом на фірмі «Руе» і взяв участь у запису кількох хітів гурту Mungo Jerry.

## Історія гурту
Свою кар'єру гурт розпочав, переважно гастролюючи Європою, де здобув немалий успіх. Однак британську публіку Matchbox вдалось здивувати лише 1975 року виступом у залі «Lyceum».
Дебютний сингл Matchbox з'явився ще 1973 року на фірмі «Dawn», але не мав ніякого резонансу. Незабаром гурт залишив Редхед, а новими співпрацівниками Поука та Блумфілда стали: Віффл Міт (Wiffle Smith) — вокал, Расті Ліптон (Rusty Lipton) — фортепіано та Боб Бергос (Bob Burgos) — ударні. Цим складом музиканти записали альбом «Riders In The Sky», який видала фірма «Charly» (попередні лонгплеї виходили тільки у Нідерландах на фірмі «Rockhouse»). Після виходу цього альбому гурт залишили Сміт та Ліптон, а новим вокалістом Matchbox став Гордон Уотерс.
Наступний альбом «Setting The Woods On Fire» музиканти записали лише за два дні для однієї з малих фірм, але внаслідок банкрутства цієї фірми дистрибуція платівки перейшла до «Chiswick». Тим часом Matchbox вирішили укласти угоду з фірмою «Raw Records», яка відразу видала сингл гурту, що в свою чергу призвело до погіршення становища у подальшій кар'єрі Matchbox. Справа в тому, що фірма «Chiswick» не хотіла робити промоцію черговому альбому, бо вважала, що Matchbox пов'язані контрактом з «Raw Records», a «Raw Records» у свою чергу не займалась рекламою альбому, бо не мала на нього авторських прав. Однак музикантам все ж вдалося викупити свій контракт і пов'язати майбутнє з фірмою «Magnet».
Також у цей період відбулись чергові зміни у складі гурту. До Matchbox приєднався вокаліст Грейем Фентол (Graham Fenton), а також повернувся Редхем з новим гітаристом Гордоном Скоттом (Gordon Scott). Перший записаний для «Magnet» сингл не здобув успіху, однак вже наступний 1979 року з твором «Rockabilly Rebel» авторства Блумфілда потрапив на топ-аркуші. Після цього успіху Matchbox записали ще цілу серію хітів.
Наступні зміни складу гурту відбулися коли Блумфілд не захотів вирушати у гастрольні турне і відтоді під час концертів його місце займав Дік Коллен (Dick Callan). У 1970-х роках Matchbox був єдиним гуртом хвилі відродження рокабіллі, якому вдалося потрапити з клубів прямісінько на топ-аркуші. Крім записів, що виходили як Matchbox, музиканти під назвою формації Cyclone запропонували твір Фредді Кеннона «Palisades Park». За межами Великої Британії гурт був відомий як Major Matchbox.

## Дискографія
- 1976: Riders In The Sky
- 1978: Setting The Woods On Fire
- 1979: Matchbox
- 1979: Rockabilly Rebel (сингл)
- 1980: Midnite Dynamos
- 1981: Flying Colours
- 1982: Crossed Line
- 1998: Coming Home
- 2001: Four Greatest Hits
- 2003: 26 Original Hits
- 2006: The Platinum Collection

### Стів Блумфілд
- 1978: Rockabilly Originals